# 樋口彰彦
樋口 彰彦（ひぐち あきひこ、1979年 - ）は、日本の漫画家。長野県出身。2003年、『少年エース』（角川書店）にて「恋するエレクトロン」でデビュー。

## 来歴
2006年から2009年まで『月刊COMICリュウ』（徳間書店）にて、京極夏彦の小説を元にした『ルー=ガルー 忌避すべき狼』を連載。
2009年12月、『月刊少年ライバル』（講談社）にて、「擬似家族ファンタジー」を描いた『あしたのファミリア』の連載を開始。
2015年10月、アニメーション監督の谷口悟朗による初の漫画原作作品である『ĀTRAIL‐ニセカヰ的日常と殲滅エレメント‐』の漫画を担当し、『ComicWalker』（KADOKAWA）ほかにて連載を開始。
2019年6月、『少年マガジンエッジ』（講談社）7月号よりエルフと巫女の日常コメディを描いた『江戸前エルフ』を連載開始。

## 作品リスト

### 漫画作品

#### 連載
- ルー=ガルー 忌避すべき狼（原作：京極夏彦、『月刊COMICリュウ』2006年 - 2009年）
- クルリのヒトトセ（『エースアサルト』2007年 - 2008年）
- あしたのファミリア（『月刊少年ライバル』2010年1月号[4] - 2014年7月号〈最終号[8]〉）
- ĀTRAIL‐ニセカヰ的日常と殲滅エレメント‐（原作：谷口悟朗、『ニコニコエース』・『ComicWalker』2015年10月12日[5] - 2015年12月23日→『コミックNewtype』[9]2015年12月28日 - 2018年10月26日〈『WebNewtype』内での公開時期含む・『pixivコミック』[10]にも2016年1月20日から掲載〉）
- 江戸前エルフ（『少年マガジンエッジ』2019年7月号[6] - 2023年11月号[11]→『コミックDAYS』[12]2023年12月20日 - 連載中）

#### 読み切り
- 恋するエレクトロン（『少年エース』2003年）
- あい☆戦士（『ガンダムゲームエース』2003年）
- GNO2 はじめて物語（『ガンダムエース』2003年）
- 運慶・快慶（『週刊新マンガ日本史』13号[13]） - 『週刊マンガ日本史 改訂版』22号に再録[14]。
- メギドの丘で会いましょう（『ヤングジャンプ増刊アオハル “sweet”』2012年[15]）
- 23区の魔法使い（『ジャンプSQ.19』Vol.17[16]）
- エンプティとナンセンス（作画：よしむらかな、『ヤングガンガン』2025年No.1[17]） - 原作担当。『ヤングガンガン』創刊20周年記念特別読み切り作品[17]。

### 書籍
- 『ルー=ガルー 忌避すべき狼』、原作：京極夏彦、徳間書店〈リュウコミックス〉2007年 - 2009年、全5巻
  - （完全版）講談社〈KCデラックス〉2010年、全3巻
- 『クルリのヒトトセ』角川書店〈角川コミックス・エース〉、2008年10月22日発売[18]、ISBN 978-4-04-715122-2
- 『あしたのファミリア』、講談社〈ライバルKC〉2010年 - 2014年、全11巻
- 『ĀTRAIL‐ニセカヰ的日常と殲滅エレメント‐』、原作：谷口悟朗、KADOKAWA〈角川コミックス・エース〉2016年 - 2019年、全6巻
  1. 2016年1月26日発売[19][20]、ISBN 978-4-04-103854-3
  2. 2016年9月26日発売[21]、ISBN 978-4-04-104532-9
  3. 2017年10月10日発売[22]、ISBN 978-4-04-106082-7
  4. 2017年10月10日発売[23]、ISBN 978-4-04-106083-4
  5. 2019年2月9日発売[24]、ISBN 978-4-04-107712-2
  6. 2019年2月9日発売[25]、ISBN 978-4-04-107713-9
- 『江戸前エルフ』、講談社〈マガジンエッジKC〉2019年 - 刊行中、既刊11巻（2025年3月7日現在）

### その他
- 『アイドルマスターブレイク！』GUEST ILLUSTRATION BOOK The first volume（『月刊少年ライバル』2009年7月号付録[26]）「アイマス」のフルカラーイラスト[26]
- megiddo card online -コデックス ミニムス-（『アオハルオンライン』2012年 - 連載）イラスト連載[27]
- 生まれは違えど一恋托生 異種族×百合アンソロジー（アンソロジーコミック、2024年[28]）カバーイラスト